# Округ Најобрара (Вајоминг)
Најобрара (енгл. Niobrara County) је округ у америчкој савезној држави Вајоминг.

## Демографија
По попису из 2010. године број становника је 2.484, што је 77 (3,2%) становника више него 2000. године.
| Група             | 2000.         | 2010.         |
| Белци             | 2.337 (97,1%) | 2.361 (95,0%) |
| Афроамериканци    | 3 (0,1%)      | 5 (0,2%)      |
| Азијати           | 3 (0,1%)      | 9 (0,4%)      |
| Хиспаноамериканци | 36 (1,5%)     | 52 (2,1%)     |
| Укупно            | 2.407         | 2.484         |